# Augustin Lacroix
Pour les articles homonymes, voir Lacroix.
Augustin Lacroix est un homme politique français né le 20 décembre 1803 à Saint-Vincent-de-Reins (Rhône) et décédé le 20 septembre 1875 à La Clayette (Saône-et-Loire).
Propriétaire terrien, maire de la Clayette, conseiller général de 1834 à 1852 et de 1871 à 1875, il est député de Saône-et-Loire de 1842 à 1846, siégeant dans l'opposition libérale à la Monarchie de Juillet, de 1848 à 1849, siégeant à gauche, puis de 1869 à 1870, siégeant au centre droit, et soutenant la libéralisation du Second Empire.

## Sources
- « Augustin Lacroix », dans Adolphe Robert et Gaston Cougny, Dictionnaire des parlementaires français, Edgar Bourloton, 1889-1891 [détail de l’édition]